# Sphecodes campadellii
Sphecodes campadellii là một loài Hymenoptera trong họ Halictidae. Loài này được Nobile & Turrisi mô tả khoa học năm 2004.